# Trêve de Mitawa
 (mars 2020).
Si vous disposez d'ouvrages ou d'articles de référence ou si vous connaissez des sites web de qualité traitant du thème abordé ici, merci de compléter l'article en donnant les références utiles à sa vérifiabilité et en les liant à la section « Notes et références ».
La trêve de Mitawa ou trêve de Mitau, signée en novembre 1622 à Jelgava (Mitawa, Mitau), met fin à la guerre polono-suédoise de 1621-1625 (en).
La république des Deux Nations a été contraint de céder le duché de Livonie au nord de la rivière Daugava au Royaume de Suède. Il ne conservait qu'un contrôle nominal sur les territoires du sud-est près de Riga, ainsi que sur le duché de Courlande. La trêve a duré jusqu'en mars 1625, lorsqu'une nouvelle vague de guerre d'hostilités a éclaté en Lituanie. Elle fut bientôt suivie de la guerre polono-suédoise de 1626-1629.